# Janine Szpara
Janine Marie Szpara (Chicago, Illinois, 1967. január 11. –) amerikai labdarúgókapus és labdarúgóedző.

## Tanulmányai
San Joséban nőtt fel, a Valley Christian középiskolában érettségizett. Történelemszakos alapdiplomáját 1989-ben szerezte a Coloradói Főiskolán.

## Pályafutása

### Játékosként
1985 és 1988 között a Colorado College Tigers csapatában játszott; minden szezonban elnyerte az All-America elismerést, 1988-ban pedig az Amerikai Egyetemközi Labdarúgó-szövetség az év játékosának választotta, valamint bekerült a legjobb végzős játékosok közé. Összesen 78 meccsen játszott, ebből 46-on az ellenfél nem rúgott gólt.
Nemzetközi mérkőzésen először a kínai női labdarúgó-válogatott ellen 1986. július 20-án, utoljára a norvég női labdarúgó-válogatott ellen 1987. július 11-én lépett pályára.
Az 1990-es évek végén japán klubcsapatokban, a 2001-es WUSA-szezonban pedig a Bay Area CyberRaysnél játszott.

### Edzőként
Az Amerikai labdarúgó-szövetség A licencének megszerzését követően a kapusedzésre fókuszált; 1989–1990-ben a Stanford Cardinal, 1992-ben pedig a California Golden Bears edzőhelyettese volt. Japánban töltött ideje alatt a Shiroki FC Serena játékosa és edzője is volt. Ezután több egyetemi labdarúgócsapatnál volt edzőhelyettes, majd 2011–2012-ben a Portland Rain klubcsapatának edzője volt. 2018-ban a portlandi St. Mary’s Academy válogatott csapatának edzőhelyettese és utánpótláscsapatának vezetőedzője volt. A 2000-es évek elején kaliforniai és oregoni edzőtáborok koordinátora és igazgatóhelyettese volt.
Később a külügyminisztérium követeként Guatemalában, Indonéziában, Malajziában, Mexikóban, Szingapúrban és Vietnámban dolgozott.

## Elismerései
1995-ben a Colorado College Tigers, 2006-ban a Coloradói Főiskola, 2017-ben pedig Colorado Springs dicsőségcsarnokának tagja lett.

## Nemzetközi statisztika
| Év        | Meccsek | Gólok |
| USA       | USA     | USA   |
| --------- | ------- | ----- |
| 1986      | 4       | 0     |
| 1987      | 2       | 0     |
| Összesen: | 6       | 0     |

## Fordítás
- Ez a szócikk részben vagy egészben  a   Janine Szpara című angol Wikipédia-szócikk ezen változatának fordításán alapul.  Az eredeti cikk szerkesztőit annak laptörténete sorolja fel. Ez a jelzés csupán a megfogalmazás eredetét és a szerzői jogokat jelzi, nem szolgál a cikkben szereplő információk forrásmegjelöléseként.